# Großsteingrab Nødebo 2
Das Großsteingrab Nødebo 2 war eine megalithische Grabanlage der jungsteinzeitlichen Nordgruppe der Trichterbecherkultur im Kirchspiel Nødebo in der dänischen Kommune Hillerød.

## Lage
Das Grab lag in der Nähe von Nødebo; der exakte Standort ist nicht überliefert. 

## Forschungsgeschichte
Aus dem Grab wurden Funde geborgen, die sich heute im Dänischen Nationalmuseum befinden. Zur genauen Fund- und Zerstörungszeit liegen keine Informationen vor.

## Beschreibung

### Architektur
Zu Form, Maßen und Orientierung der Anlage liegen keine Informationen vor.

### Funde
In dem Grab wurden ein Meißel und sechs Beile aus Feuerstein gefunden.